# Caloplaca saxicola
Espèce
Caloplaca saxicola est une espèce de lichens. Cette espèce se trouve dans de nombreuses régions du monde, à l'exception des zones tropicales.